# 弘前市立三省小学校
弘前市立三省小学校（ひろさきしりつ さんせいしょうがっこう）は、青森県弘前市中崎字野脇にある公立小学校。

## 沿革
- 1887年（明治20年）7月15日 - 中崎村中崎小学校と三世寺村三世寺小学校を合併して、三省簡易小学校として発足。
- 1888年（明治21年）4月1日 - 三世寺6番地に校舎新築。
- 1889年（明治22年）7月 - 藤代村三省尋常小学校と改称。
- 1892年（明治25年） - 三世寺字広沢庵小路に校舎新築。
- 1910年（明治43年） - 中崎字野脇（現在地）の田地を買い入れて、校舎を新築移転。
- 1922年（大正11年） - 校舎増築。
- 1931年（昭和6年）
  - 7月27日 - 便所から出火し、校舎全焼。
  - 11月 - 新校舎落成。
- 1941年（昭和16年）4月1日 - 国民学校令により、三省国民学校と改称。
- 1947年（昭和22年）4月1日 - 学校教育法施行（新学制発足）により、藤代村立三省小学校と改称。同日、藤代中学校を併置。
- 1948年（昭和23年）10月25日 - 船水地区に建設していた藤代中学校の独立校舎が、完成し移転。
- 1955年（昭和30年）3月1日 - 藤代村が弘前市に合併された為、弘前市立三省小学校と改称。
- 1957年（昭和32年）3月 - 創立70周年記念事業として、校歌制定、校旗樹立、放送設備改設。
- 1967年（昭和42年）9月 - 創立80周年記念事業として、雲梯、書架設置。
- 1974年（昭和49年）7月 - 学校プール新設。
- 1979年（昭和54年） - 現校舎完成[1]。

## 学区
中崎、三世寺、大川

## 交通
- 弘南バス「三省小学校前」停留所
  - 弘前 - 三世寺温泉・板柳線
  - 弘前 - 十腰内線 （三世寺経由）
  - 聖愛高校線（平日朝の聖愛高校行のみ運行）